# Kuváda
Kuváda (z francouzského couver, sedět na vejcích) je rituál, při kterém se muž v období, kdy má jeho manželka porodit, chová tak, jako by byl sám těhotný. Opouští mužskou společnost a uchyluje se do ústraní, obléká si ženské šaty, dodržuje přísnou dietu, svíjí se a křičí, jako by měl porodní bolesti. Smysl tohoto počínání je převážně magický: muž má na sebe připoutat pozornost zlých sil, aby neškodily rodičce a dítěti. Johann Jakob Bachofen soudil, že kuváda také upevňovala rodinné svazky: muž symbolicky přijímal otcovství a závazky z něj vyplývající.
Kuvádu popisovali už starověcí autoři jako Diodóros Sicilský, také Marco Polo se zmínil, že se ve střední Asii s tímto zvykem setkal, praktikovali jej Baskové, indiáni, Papuánci nebo Ainuové. Výraz „kuváda“ zavedl roku 1865 anglický antropolog Edward Burnett Tylor.
I v moderním světě je možno setkat se s tzv. syndromem kuvády: někteří muži na sobě pozorují podobné příznaky, jaké má jejich těhotná partnerka: zažívací potíže, křeče, návaly horka, změny nálad, zvětšování prsou. Příčinou tohoto jevu je hormon estradiol.